# Crenicichla hu
Crenicichla hu är en fiskart som beskrevs av Piálek, Rícan, Casciotta och Almirón 2010. Crenicichla hu ingår i släktet Crenicichla och familjen Cichlidae. Inga underarter finns listade i Catalogue of Life.